# Municipio de Sugar Ridge
El municipio de Sugar Ridge (en inglés: Sugar Ridge Township) es un municipio ubicado en el condado de Clay en el estado estadounidense de Indiana. En el año 2010 tenía una población de 939 habitantes y una densidad poblacional de 12,85 personas por km².

## Geografía
El municipio de Sugar Ridge se encuentra ubicado en las coordenadas 39°22′44″N 87°6′3″O / 39.37889, -87.10083. Según la Oficina del Censo de los Estados Unidos, el municipio tiene una superficie total de 73.08 km², de la cual 71,79 km² corresponden a tierra firme y (1,76 %) 1,28 km² es agua.

## Demografía
Según el censo de 2010, había 939 personas residiendo en el municipio de Sugar Ridge. La densidad de población era de 12,85 hab./km². De los 939 habitantes, el municipio de Sugar Ridge estaba compuesto por el 99,04 % blancos, el 0,21 % eran afroamericanos, el 0,11 % eran amerindios, el 0,53 % eran asiáticos y el 0,11 % eran de una mezcla de razas. Del total de la población el 0,21 % eran hispanos o latinos de cualquier raza.